# Parijs-Roubaix 1986
De eendaagse wielerklassieker Parijs-Roubaix 1986 werd gereden op 13 april 1986.
Sean Kelly won dat jaar voor de tweede keer in zijn carrière deze koers. Vier renners reden aan kop, toen ze de finish naderden. Ferdi Van Den Haute probeerde het met een lange sprint, Adrie van der Poel ging erachteraan, Kelly kwam eroverheen en won met overmacht. 

## Uitslag
| Parijs-Roubaix 1986 |                     |                        |          |
| Plaats              | Naam                | Ploeg                  | Tijd     |
| Winnaar             | Sean Kelly          | Kas                    | 6u48'23" |
| 2                   | Rudy Dhaenens       | Hitachi                | + 1"     |
| 3                   | Adrie van der Poel  | Kwantum Hallen-Yoko    | z.t.     |
| 4                   | Ferdi Van Den Haute | Skala                  | + 2"     |
| 5                   | Ludo Peeters        | Kwantum Hallen-Yoko    | + 1' 29" |
| 6                   | Johan van der Velde | Panasonic              | z.t.     |
| 7                   | Marc Sergeant       | Lotto-Merckx           | z.t.     |
| 8                   | Francesco Moser     | Supermercati Brianzoli | z.t.     |
| 9                   | Patrick Versluys    | Fangio-AD Renting      | z.t.     |
| 10                  | Nico Verhoeven      | Skala-Skil             | z.t.     |

1896 · 
1897 · 
1898 · 
1899 · 
1900 · 
1901 · 
1902 · 
1903 · 
1904 · 
1905 · 
1906 · 
1907 · 
1908 · 
1909 · 
1910 · 
1911 · 
1912 · 
1913 · 
1914 · 
1915 · 
1916 · 
1917 · 
1918 · 
1919 · 
1920 · 
1921 · 
1922 · 
1923 · 
1924 · 
1925 · 
1926 · 
1927 · 
1928 · 
1929 · 
1930 · 
1931 · 
1932 · 
1933 · 
1934 · 
1935 · 
1936 · 
1937 · 
1938 · 
1939 · 
1940 · 
1941 · 
1942 · 
1943 · 
1944 · 
1945 · 
1946 · 
1947 · 
1948 · 
1949 · 
1950 · 
1951 · 
1952 · 
1953 · 
1954 · 
1955 · 
1956 · 
1957 · 
1958 · 
1959 · 
1960 · 
1961 · 
1962 · 
1963 · 
1964 · 
1965 · 
1966 · 
1967 · 
1968 · 
1969 · 
1970 · 
1971 · 
1972 · 
1973 · 
1974 · 
1975 · 
1976 · 
1977 · 
1978 · 
1979 · 
1980 · 
1981 · 
1982 · 
1983 · 
1984 · 
1985 · 
1986 · 
1987 · 
1988 · 
1989 · 
1990 · 
1991 · 
1992 · 
1993 · 
1994 · 
1995 · 
1996 · 
1997 · 
1998 · 
1999 · 
2000 · 
2001 · 
2002 · 
2003 · 
2004 · 
2005 · 
2006 · 
2007 · 
2008 · 
2009 · 
2010 · 
2011 ·
2012 · 
2013 ·
2014 ·
2015 ·
2016 ·
2017 ·
2018 ·
2019 ·
2020 · 
2021 · 
2022 · 
2023 · 
2024 · 
2025